# Momir Talić
Momir Talić (Piskavica, 15. jul 1942 — Beograd, 28. maj 2003) bio je general-pukovnik Vojske Republike Srpske.

## Biografija
Rođen je 15. jula 1942. u selu Piskavica, Banja Luka od oca Bjelana. Po nacionalnosti je Srbin.
Osnovnu školu završio je 1954, a realnu gimnaziju 1961. Podoficirsku školu završava 1960, a Vojnu akademiju Kopnene vojske - smjer oklopne jedinice 1966. Stupio je u Jugoslovensku narodnu armiju kao aktivno vojno lice 25. jula 1961. godine sa specijalizacijom za oklopno-mehanizovane jedinice. Potom završava Komandno-štabnu školu Kopnene vojske 1978. i Komandno- štabnu školu operatike Kopnene vojske 1988. Unapređivan je u čin vodnika 27. septembra 1969, poručnika 8. oktobra 1969, kapetana 22. decembra 1971, kapetana prve klase 22. decembra 1974, majora 22.decembra 1982, potpukovnika 22.decembra 1982, pukovnika 22. decembra 1987, general-majora 31. decembra 1991, general-potpukovnika 10. novembra 1993. i general-pukovnika 14. septembra 1999.
Obavljao je dužnosti: komandir tenka 1960-1961; četni starješina ujedno komandir pozadinskog odjeljelja u tenkovskoj četi 1961 -1966; komandir 1. voda tenkovske čete 1966-1970; komandir tenkovske čete 1970-1974; na školovalju 1974-1976; komandant 195. oklopnog bataljona u 9. armiji 1976-1980; načelnik štaba, ujedno zamjenik komandanta 1. gardijskog oklopnog puka 1980-1985; komandant puka 1985-1987; na školovalju 1987; komandant 2. gardijskog mehanizovanog bataljona 1987 -1989; načelnik štaba ujedno zamjenik komandanta 1. gardijskog haubičkog diviziona 1989-1992; komandant 1. krajiškog korpusa Vojske Republike Srpske 1992-1998; načelnik Generalštaba Vojske Republike Srpske 1998-1999. Službovao je u garnizonima: Jastrebarsko, Beograd, Maribor, Valjevo, Beograd i Banja Luka.
Na dužnost načelnika štaba i zamjenika komandanta 5. (Banjalučkog) korpusa JNA postavljen je 26. jula 1991. i na toj dužnosti ostaje do 19. marta 1992, kada postaje komadant tog korpusa. Ovaj korpus je po povlačenju JNA iz Bosne i Hercegovine i stvaranja Vojske Republike Srpske preimenovan u 1. Krajiški korpus, a general Talić postaje komandant tog korpusa. Bio je jedini oficir koji je u VRS ušao sa činom generala bivše JNA. Dužnost načelnika Generalštaba VRS vršio je od 6. marta 1998. godine. Haški tribunal je podigao tajnu optužnicu protiv generala Talića 12. marta 1999. godine za ratne zločine u toku rata u BiH. Uhapsile su ga austrijske vlasti 25. avgusta 1999. godine dok je, kao načelnik Generalštaba Vojske Republike Srpske, boravio u Beču na seminaru OSCE-a. Penzionisan je 25. avgusta 1999.
Zbog narušenog zdravstvenog stanja pušten je iz Pritvorske jedinice Haškog Tribunala u Ševeningenu da se brani sa slobode. Preminuo na VMA u Beogradu 28. maja 2003. godine. Sahranjen je 31. maja 2003. uz najviše vojne i vjerske pocasti na porodicnom groblju Piskavica kod Banje Luke. U organizaciji Odbora Vlade Republike Srpske za njegovanje tradicije oslobodilačkih ratova u njegovom rodnom selu na platou ispred pravoslavne crkve otkrivena je spomen bista generalu Talića.
Bio je oženjen sa Milenkom (preminula 1996) sa kojom je imao sinove Momira (1969) i Nikolu (1971). Od sina Momira ima unuka Marka (1998), a od sina Nikole ima unuke Anu (2005) i Kristinu (2007) i unuka Danila (2010).

## Odlikovanja

### JNA
- Orden za vojne zasluge sa srebrnim mačevima 1970,[1]
- Orden Narodne armije sa srebrnom zvezdom 1973,[1]
- Orden za vojne zasluge sa zlatnim mačevima 1979,[1]
- Orden Narodne armije sa zlatnom zvezdom 1983,[1]
- Orden bratstva i jedinstva sa srebrnim vencem 1988.[1]

### VRS
- Orden Karađorđeve zvijezde prvog reda.[1]
- Orden Nemanjića prvog reda.

## Spoljašnje veze
- RTRS: Otkrivena spomen-bista generalu Taliću, 10. juli 2010. (jezik: srpski)
- RepublikaSrpska.net: Otkrivena spomen-bista generalu, Taliću 10. juli 2010. (jezik: srpski)